# John Williams (cestista)
John Sam Williams (Los Angeles, 26 ottobre 1966) è un ex cestista statunitense, professionista nella NBA e in Spagna.

## Carriera
È stato selezionato dai Washington Bullets al primo giro del Draft NBA 1986 (12ª scelta assoluta).

## Statistiche

### College
| Anno      | Squadra    | PG | PT | MP   | TC%  | 3P% | TL%  | RP  | AP  | PRP | SP  | PP   |
| --------- | ---------- | -- | -- | ---- | ---- | --- | ---- | --- | --- | --- | --- | ---- |
| 1984-1985 | LSU Tigers | 29 | -  | 32,2 | 53,4 | -   | 76,5 | 6,6 | 3,0 | 1,4 | 0,3 | 13,4 |
| 1985-1986 | LSU Tigers | 37 | -  | 34,5 | 49,8 | -   | 77,4 | 8,5 | 3,3 | 1,2 | 0,6 | 17,8 |
| Carriera  | Carriera   | 66 | -  | 33,5 | 51,1 | -   | 77,1 | 7,6 | 3,1 | 1,3 | 0,5 | 15,8 |

### NBA

#### Regular Season
| Anno      | Squadra            | PG  | PT | MP   | TC%  | 3P%  | TL%  | RP  | AP  | PRP | SP  | PP   |
| --------- | ------------------ | --- | -- | ---- | ---- | ---- | ---- | --- | --- | --- | --- | ---- |
| 1986-1987 | Washington Bullets | 78  | 6  | 22,7 | 45,4 | 22,2 | 64,6 | 4,7 | 2,4 | 1,7 | 0,4 | 9,2  |
| 1987-1988 | Washington Bullets | 82  | 37 | 29,6 | 46,9 | 13,2 | 73,4 | 5,4 | 2,8 | 1,4 | 0,4 | 12,8 |
| 1988-1989 | Washington Bullets | 82  | 1  | 29,4 | 46,6 | 26,8 | 77,6 | 7,0 | 4,3 | 1,7 | 0,9 | 13,7 |
| 1989-1990 | Washington Bullets | 18  | 18 | 35,1 | 47,4 | 11,1 | 77,4 | 7,6 | 4,7 | 1,2 | 0,5 | 18,2 |
| 1990-1991 | Washington Bullets | 33  | 11 | 28,5 | 41,7 | 24,4 | 75,3 | 5,4 | 4,0 | 1,2 | 0,2 | 12,5 |
| 1992-1993 | L.A. Clippers      | 74  | 8  | 22,1 | 43,0 | 22,6 | 54,3 | 4,3 | 1,9 | 1,1 | 0,3 | 6,6  |
| 1993-1994 | L.A. Clippers      | 34  | 6  | 21,3 | 43,1 | 25,0 | 66,7 | 3,7 | 2,9 | 0,7 | 0,3 | 5,6  |
| 1994-1995 | Indiana Pacers     | 34  | 0  | 11,8 | 35,7 | 33,3 | 56,0 | 1,8 | 0,8 | 0,3 | 0,1 | 2,9  |
| Carriera  | Carriera           | 435 | 87 | 25,2 | 45,1 | 22,5 | 70,4 | 5,1 | 2,9 | 1,3 | 0,4 | 10,1 |

#### Playoffs
| Anno     | Squadra            | PG | PT | MP   | TC%  | 3P%  | TL%  | RP  | AP  | PRP | SP  | PP   |
| -------- | ------------------ | -- | -- | ---- | ---- | ---- | ---- | --- | --- | --- | --- | ---- |
| 1987     | Washington Bullets | 3  | 0  | 16,3 | 57,1 | 0,0  | 57,1 | 3,7 | 0,7 | 0,7 | 0,0 | 6,7  |
| 1988     | Washington Bullets | 5  | 5  | 37,0 | 47,9 | 0,0  | 59,4 | 5,8 | 4,2 | 1,6 | 0,8 | 13,0 |
| 1993     | L.A. Clippers      | 5  | 0  | 19,6 | 22,2 | 66,7 | 50,0 | 2,8 | 1,4 | 1,0 | 0,0 | 2,2  |
| Carriera | Carriera           | 13 | 5  | 25,5 | 43,8 | 40,0 | 58,5 | 4,2 | 2,3 | 1,2 | 0,3 | 7,4  |

## Palmarès
- McDonald's All-American Game (1984)